# Martin Fleig
Pour les articles homonymes, voir Fleig.
Martin Fleig, né le 15 octobre 1989, est un fondeur et biathlète handisport allemand.

## Palmarès

### Jeux paralympiques d'hiver

#### Biathlon
| Épreuve / Édition   | 7,5 km (assis) | 12,5 km (assis) | 15 km (assis) |
| ------------------- | -------------- | --------------- | ------------- |
| JP 2014 Sotchi      | 9e             | 9e              | 8e            |
| JP 2018 Pyeongchang | 6e             | 4e              | Bronze        |

#### Ski de fond
| Épreuve / Édition   | Sprint (assis) | 7,5 km (assis) | 10 km (assis) | 15 km (assis) | 10 km (assis) |
| ------------------- | -------------- | -------------- | ------------- | ------------- | ------------- |
| JP 2014 Sotchi      | 12e            | -              | 8e            | -             | -             |
| JP 2018 Pyeongchang | -              | -              | -             | -             | -             |